# De Holm
De Holm is een buurtje in de gemeente Westerkwartier in de provincie Groningen. Het ligt aan de doorgaande weg tussen Tolbert en Niebert. Langs de buurt liep vroeger de Tramlijn Drachten - Groningen.
De naam De Holm komt van Holm = eilandje, zandige hoogte. De buurt ligt op de zandrug in het zuidelijk Westerkwartier, waarop ook Tolbert, Niebert en Nuis liggen.
In de stad Groningen zijn diverse straten met de toevoeging holm, zoals Munnikeholm en Schoolholm. Aan de schoolholm werd het buurtcentrum 'de Holm' genoemd. De Holm is nu een activiteitencentrum en is gelegen aan een binnenterrein tussen de Schoolholm en de Folkingestraat. Vroeger deed dit gebouw dienst als school.